# Tharbad
En el universo imaginario de J. R. R. Tolkien y en la obra Cuentos inconclusos de Númenor y la Tierra Media, Tharbad es una antigua ciudad fundada por los Númenóreanos en la Segunda Edad del Sol, probablemente en el siglo VIII. Su nombre es sindarin y puede traducirse como «cruce de caminos» o «encrucijada». Durante su máximo esplendor se estima que su población contaría con 30000 habitantes.

## Características
Está ubicada en donde el Camino Norte-Sur cruza el río Gwathló y muy cerca de la unión con el río Glanduin, por lo que estaba casi rodeada de la zona pantanosa de Nîn-in-Eilph, famosa por sus cisnes.
Originalmente se trataba de un pequeño puerto fluvial que unía Lon Daer con Eriador y a través del cual los Hombres de Númenor mantenían contacto con Lindon. También servía como puerto de carga de la madera que se extraía de los bosques de Minhiriath y Enedwaith.
Este puerto fue fortificado alrededor del siglo XIV de la Segunda Edad del Sol dado el conflicto que tuvieron los Númenóreanos con los hombres originarios de la región, puesto que por la tala indiscriminada realizada por los primeros, los Gwathuirim lucharon contra estos.
También fue escenario de la Batalla del Gwathló, en donde Sauron fue terminantemente derrotado por las fuerzas conjuntas de Gil-Galad y de los númenóreanos, comandada por Ciryatur, enviado del rey Tar-Minastir.
En las primeras épocas de los dos Reinos Dúnedain se convirtió en una ciudad fronteriza entre los Reinos de Arnor y Gondor. Grandes trabajos se hicieron por entonces, se construyeron diques y se drenó el Río Gwathló y a Tharbad se la dotó de una imponente fortaleza. Además se construyó un puente y se hicieron calzadas a ambos lados de los ríos Agua Gris y Mitheithel.
Tharbad tenía una importancia estratégica para comunicar Arnor con Gondor, puesto que el camino se dirigía hacia el sur, cruzando el Paso de Isengard.
Con la división del reino de Arnor y el desinterés de Gondor por la región, Tharbad fue una importante ciudad de los hombres del reino de Cardolan.
Tharbad fue abandonada en los últimos siglos de la Tercera Edad del Sol después de que fuera devastada por las terribles inundaciones que siguieron al Cruel Invierno de 2912, durante el cual muchas regiones de Eriador fueron invadidas por los Lobos Blancos.
Boromir, el hijo del senescal Denethor perdió allí su caballo, cuando marchó desde Gondor hacia Rivendel. Descubriendo que "(...) el Camino Norte Sur ya no existía, salvo restos de las calzadas elevadas, por las que era posible aventurarse hasta Tharbad, solo para encontrar un montón de ruinas y tierras desmoronadas y un peligroso vado formado por lo que quedaba del puente, infranqueable si el río no hubiera sido allí poco profundo y lento aunque muy ancho." (El señor de los anillos. Libro II. Capítulo 6)